# 잎차례

1:마주나기
2:어긋나기
3:돌려나기

잎차례(영어: phyllotaxis)는 식물의 줄기에 잎이 달리는 순서를 말한다. 한자어로 엽서(葉序)라고도 한다. 잎은 줄기의 둘레에 규칙적으로 배열되는데, 그 규칙성은 다양하게 존재하며, 식물 종류에 따라 일정한 경향이 있다.

## 마주나기
대생(opposite)이라 부르기도 한다. 잎이 각 마디마다 2장씩 마주붙어 나는 경우로, 식나무, 아카시아, 단풍나무 등 많은 식물의 잎차례가 이에 속한다. 매우 규칙적으로 2장씩의 잎이 마디마다 마주나게 붙으므로, 뚜렷한 4개의 직렬선을 볼 수 있다.
- 회잎나무
- 큰꽃으아리
- 괴불나무
- 덜꿩나무

## 뭉쳐나기
로제트생(rosulate)라 부르기도 한다. 은행나무에서 그 예를 찾아볼 수 있다. 그냥 적어봤다.🎉🎉🎉

## 어긋나기
1개의 마디에 1장씩의 잎이 어긋나게 붙는 경우를 말하며, 감나무, 무궁화나무, 장미 등에서 그 예를 찾아볼 수 있다. 비교적 단순한 잎의 배열을 모식화하여 발생한 순으로 숫자를 붙여보면 n번째의 잎과 n-l번째 잎과의 사이 각도는 어디나 거의 일정하다는 것을 알 수 있는데, 이 각도를 '개도(開度)'라고 한다. 개도는 동일한 식물에서도 발달 시기 등에 의해 달라지는 경우도 있으나, 일반적으로는 식물의 종에 따라 일정하다.
- 벚나무
- 느티나무
- 진달래
- 철쭉
- 아까시나무

## 돌려나기
윤생이라 부른다.(whorled, verticillate) 1개의 마디에 3장 이상의 잎이 돌려붙는 잎차례를 말하며, 검정말, 갈퀴덩굴, 꼭두서니 등의 식물에서 찾아볼 수 있다. 꽃의 일부분을 구성하고 있는 꽃받침이나 꽃잎을 일종의 잎이라고 생각할 수도 있는데, 이 경우 대부분의 꽃의 배열(꽃차례)은 돌려나기 배열을 취하고 있다.
- 금송
- 노간주나무

## 같이 보기
- L-system